# Biwer
Biwer (franska) (luxemburgiska: Biwer lyssna (fil), tyska: Biwer) är en ort i kantonen Grevenmacher i östra Luxemburg. Den är huvudort i kommunen med samma namn och ligger cirka 20,5 kilometer nordost om staden Luxemburg. Orten har 871 invånare (2022).